# Barelā
Barelā är en ort i Indien.   Den ligger i distriktet Jabalpur och delstaten Madhya Pradesh, i den centrala delen av landet, 700 km söder om huvudstaden New Delhi. Barelā ligger 426 meter över havet och antalet invånare är 11 648.
Terrängen runt Barelā är platt. Runt Barelā är det tätbefolkat, med 427 invånare per kvadratkilometer. Närmaste större samhälle är Jabalpur, 12,9 km nordväst om Barelā. Trakten runt Barelā består till största delen av jordbruksmark.